# Yuji Hoshi
Yuji Hoshi (星 雄次 Hoshi Yuji?), född 27 juli 1992 i Kanagawa prefektur, är en japansk fotbollsspelare.
Hoshi började sin karriär 2015 i Fukushima United FC. 2016 flyttade han till Renofa Yamaguchi FC. 2018 flyttade han till Oita Trinita. 